# Barbra Streisand

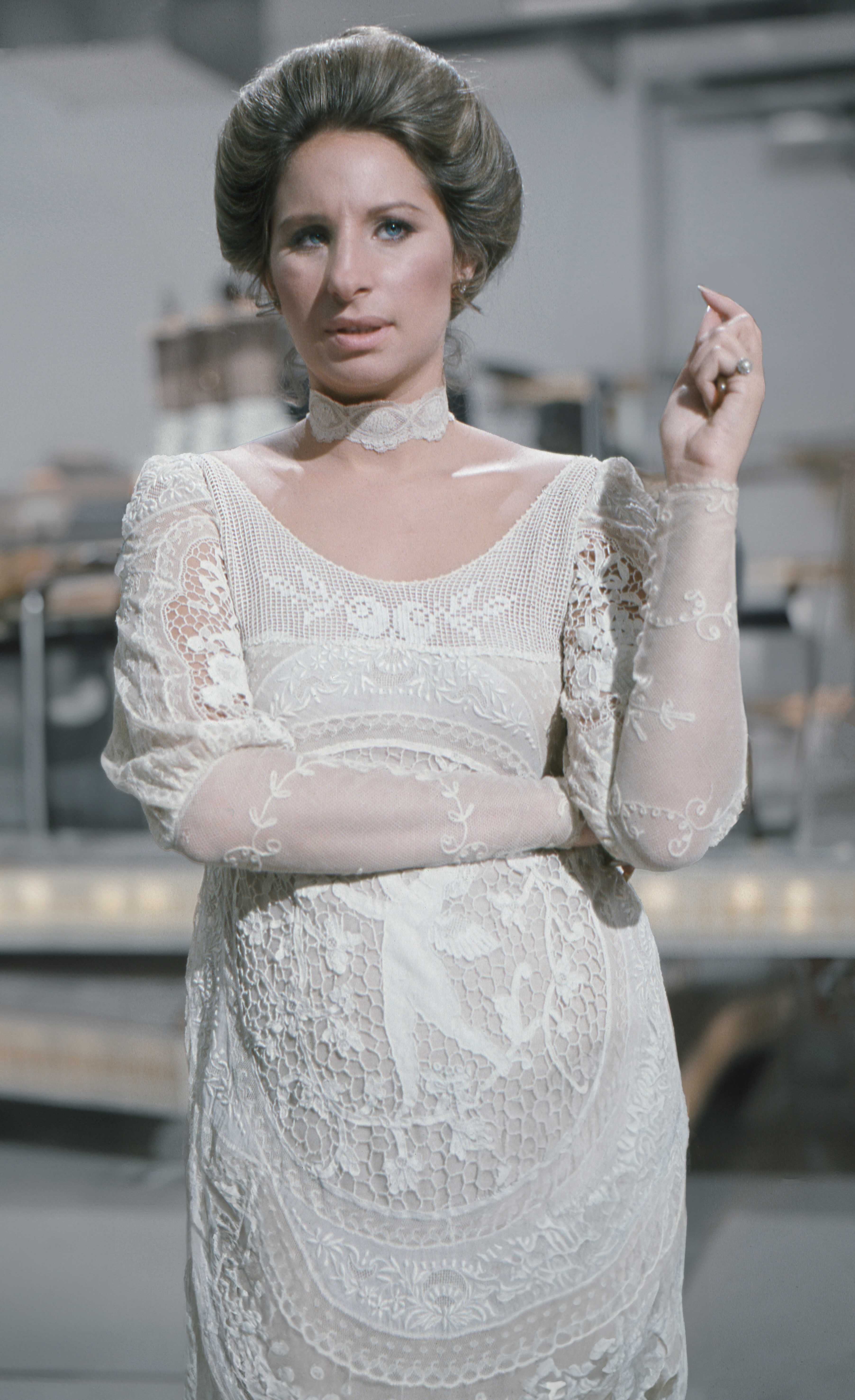
Barbra Streisand 1973.

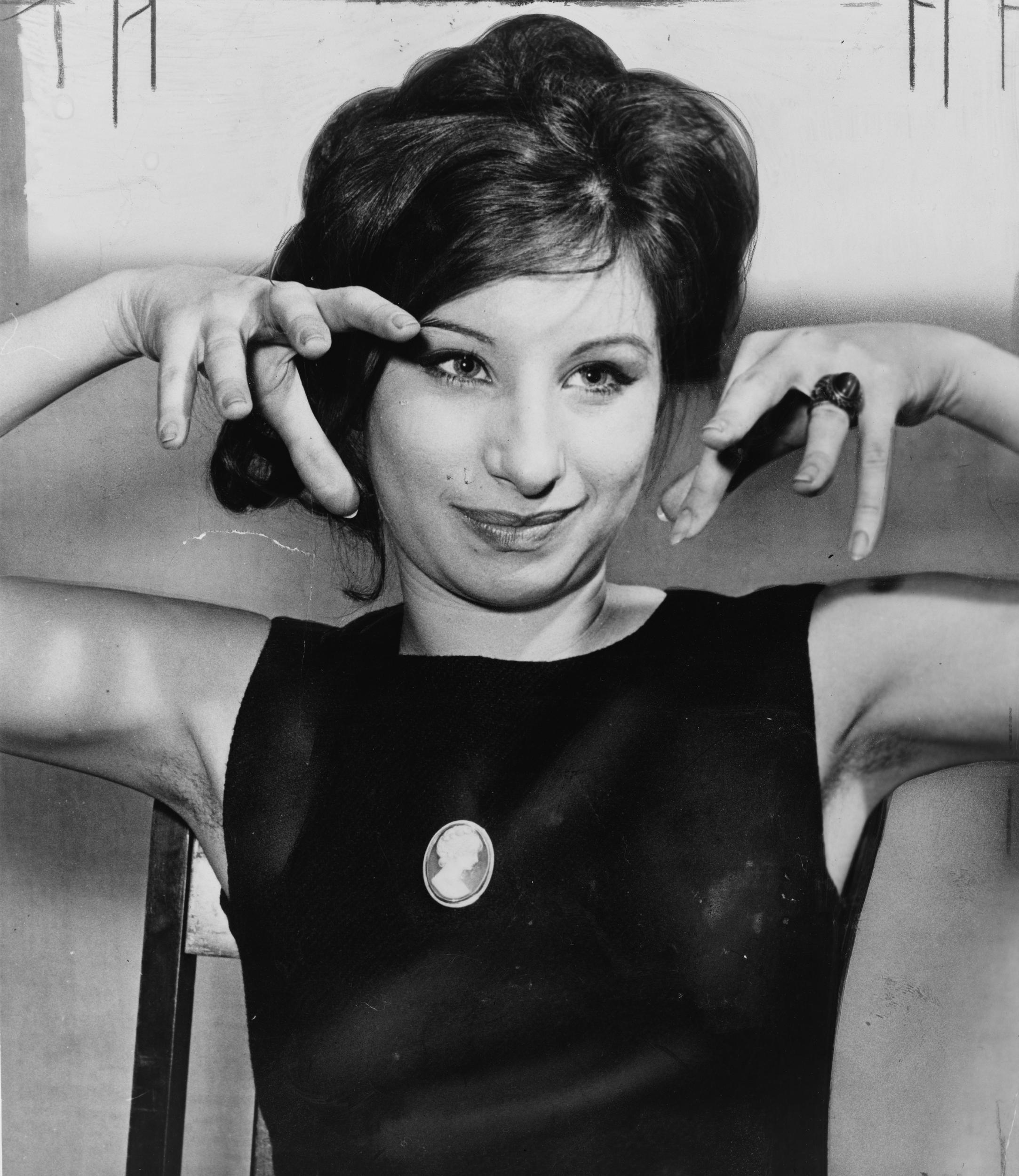
Barbra Streisand 1962.

Barbara Joan "Barbra" Streisand, född 24 april 1942 i Brooklyn i New York, är en amerikansk sångerska, skådespelare, filmregissör och  filmproducent. Bland Streisands filmer märks Funny Girl (1968), för vilken hon mottog både en Oscar och en Golden Globe, Ugglan och kissekatten (1970), Go’dag yxskaft? (1972), Våra bästa år (1973), En stjärna föds (1976) och Yentl (1983). 

## Biografi
Barbra Streisand föddes i Brooklyn i New York i en judisk familj. Hennes far Emmanuel Streisand, som var lärare, dog när hon var 15 månader gammal. Modern Diana Kind gifte om sig 1949 och fick dottern Roslyn Kind. I det första äktenskapet fanns även en son, Sheldon Streisand. Streisand och Roslyn Kind uppträdde tillsammans under Streisands turné "Back To Brooklyn" 2012.
Streisand inledde sin karriär på nattklubbar såsom Bon Soir och The Lion i New York. I samband med dessa engagemang ändrade hon 1960 sitt förnamn från "Barbara" till "Barbra". Hon blev snart upptäckt och påbörjade en karriär som sångerska och skådespelare. Efter en karriär på Broadway som inkluderade två pjäser, I Can Get It For You Wholesale (1962) och Funny Girl (1964), filmdebuterade Streisand i Funny Girl (1968), för vilken hon vann en Oscar. Under 1970-talet grundade Streisand sitt filmproduktionsbolag, Barwood Films, och har sedan dess producerat flera av de filmer hon medverkat i. Barbra Streisand debuterade som filmregissör med filmen Yentl.
Under sin karriär har Streisand även vunnit en Oscar för bästa sång i En stjärna föds. Till det kan läggas flera Oscarsnomineringar. Hon har dessutom vunnit ett flertal Emmy Awards, Grammy Awards, Golden Globe Awards. och en Tony Award.
Streisand är en av världens mest berömda och framgångsrika kvinnor. Hon är en av världens bäst säljande soloartister och har sålt över 140 miljoner album. Över 60 album har givits ut med henne, nästan samtliga av Columbia. Streisand har haft 30 album i top 10 i USA. Av hennes mer än 60 utgivna album har fram till augusti 2019 54 sålt guld, 31 platina och 13 multiplatina i USA.
Streisands album Love is the Answer, på vilket Diana Krall agerade producent, gavs ut den 29 september 2009 och debuterade som #1 på Billboardlistan vilket gav Streisand titeln som den enda artist att ha innehaft förstaplaceringar på Billboardlistan under fem decennier. År 2014 förlängde Streisand detta rekord när hennes album Partners debuterade som nummer ett på Billboardlistan. Hon är den enda artist som fått förstaplaceringar på Billboard 200 under sex decennier.
Streisand har gjort två album tillsammans med Barry Gibb. Guilty kom ut 1980 och är än idag Streisands mest sålda album med hits som "Woman In Love" och "Guilty".  År 2005 kom uppföljaren Guilty Pleasures som inte blev en lika stor succé men som sålde guld i USA.
Under hennes filmkarriär som inleddes 1968 har Streisand agerat i 19 filmer. De mest kända är debutfilmen Funny Girl (som hon vann en Oscar för), Våra bästa år som hon blev Oscarsnominerad för, Go’dag yxskaft?, Yentl, En stjärna föds och Tidvattnets furste. Hon har regisserat tre av filmerna: Yentl (vilken gjorde henne till den första kvinnan att regissera, producera, skriva manus till och agera i en film hon även sjöng i, samt även första kvinna att vinna en Golden Globe Award för bästa regi), Tidvattnets furste och Kärlekens båda ansikten. Alla filmer Streisand har regisserat har hon själv medverkat i och alla tre har blivit nominerade till flera Oscars.
Hennes självbiografi My Name is Barbra gavs ut 2023.

### Privatliv
Streisand gifte sig med skådespelaren Elliott Gould den 21 mars 1963. De skildes 1971 och har sonen Jason Gould tillsammans. Streisand har haft relationer med flera kända män som Ryan O'Neal, Jon Peters, Don Johnson och Pierre Trudeau. Hon är gift med skådespelaren James Brolin sedan 1 juli 1998, två år efter att de först träffats på en blind date. Streisand bor i Malibu tillsammans med maken.

### Politik
Under många år har Streisand uttalat stöd för det Demokratiska partiet i USA. Inför valet 2008 sjöng hon under en tillställning i Beverly Hills till förmån för Barack Obama i syfte att samla in pengar till hans presidentvalskampanj. Hon har alltid varit motståndare till förre presidenten George W. Bush och hade på flera av sina konserter det året en Bush-imitatör som ingick i ett sketchnummer.
Streisand tilldelades även 2008 kulturpriset Kennedy Center Honors. Denna utmärkelse fick hon motta av George W. Bush, och hon medgav motvilligt efteråt att han ändå var ganska trevlig. Streisand är nära vän med Bill Clinton och Donna Karan.

## Populärkulturella referenser
Streisand har blivit en gay-ikon och är Kevin Klines rollfigurs favoritartist i filmen Ute eller inte. Hon är karaktären Rachel Berry's idol i TV-serien "Glee", där de ofta refererar till Streisand och sjunger hennes låtar.
DJ-duon Duck Sauce släppte 2010 houselåten "Barbra Streisand".

## Streisandeffekten
Streisand stämde 2003 miljöaktivisten Kenneth Adelman för att han på internet publicerat en bild på hennes hem i Malibu tillsammans med andra bilder från Kaliforniens kust. Adelman arbetade med att fotografera Kaliforniens kust i syfte att dokumentera erosionen. Hennes stämningsansökan ogillades dock av en domare i Los Angeles som menade på att stämningen strider mot Adelmans rätt till yttrandefrihet, då inte publiceringen rörde Streisand hus specifikt. Genom stämningen fick bilden ökad uppmärksamhet och publiciteten som följde på detta har gett upphov till termen Streisandeffekten.

## Filmografi
- 1968 – Funny Girl
- 1969 – Hello, Dolly
- 1970 – En vacker dag kan man se hur långt som helst
- 1970 – Ugglan och kissekatten
- 1972 – Go’dag yxskaft?
- 1972 – Sväva i de' blå
- 1973 – Våra bästa år
- 1974 – Nä, dra åt skogen!
- 1975 – Funny Lady
- 1976 – En stjärna föds (även exekutiv producent)
- 1979 – Stjärnsmällen (även producent)
- 1981 – Nattöppet
- 1983 – Yentl (även regissör, manus och producent)
- 1987 – Berättelsen om Claudia
- 1991 – Tidvattnets furste (även regissör och producent)
- 1996 – Kärlekens båda ansikten (även regissör och producent)
- 2004 – Familjen är värre
- 2010 – Little Fockers
- 2012 – The Guilt Trip (även exekutiv producent)